# Ángel Bonne
Ángel Bonne est un musicien et chanteur cubain né le 16 août 1961 à Santiago de Cuba, fils du musicien Enrique Bonne.
Dès son plus jeune âge, il étudie la musique et la clarinette et sort diplômé de l'école nationale des Arts en 1980.
Il devient saxophoniste de groupes tels qu'Isla como Galaxia et Orquesta Cubana de Música Moderna (de Santiago de Cuba), 
et accompagne le trovador Santiago Feliú et la chanteuse Beatriz Márquez.
Il rejoint ensuite Los Van Van en tant que saxophoniste aussi, mais également en tant que chanteur (Azucar, Havana City…) et arrangeur.
Il finit par quitter le groupe pour entamer une carrière solo et collaborer avec d'autres artistes.
Il aime raconter des histoires dans ses chansons, influencé en cela par Rubén Blades et les chanteurs de trova.

## Collaborations
Entre autres : El Zorro, Sur Caribe, Salsa-son Timba de Félix Morales, Juan Kemell y La Barriada…
- Los Van Van
  - Aquí el que baila gana
  - Azucar
  - Lo Ultimo en Vivo
  - Llego Van Van... Van Van is here
  - Chapeando

- Cesar “Pupy” Pedroso
  - Fruta Prohibida - «Será que se acabó» : duo avec Issac Delgado
  - Pupy y Los que Son, Son
    - Timba - The New Generation Of Latin Music
    - De La Timba A Pogolotti - «Parece Mentira» & «Ya tus campanas no suenan»

- Ritmo Oriental
  - Euforia Cubana - «Los tocadores de Güiro».
  - Mucho Más Que Éxitos...

- Enrique Lazaga Y La Ritmo Oriental - «Mujer» de Agustín Lara

- Sur Caribe : Caminando - «Tu negro está sufriendo»
- La Barriada - Adios La Tristeza
- Clave Y Guaguancó : La Rumba Que No Termina - «La rumba de la corbata»

- El Zorro : Volando

- Salsa Son Timba: Fidel Morales & Proyecto Nega
- Homenaje a Benny Moré - «Deja que suba la marea» duo avec Augusto Enríquez .
- Todos Estrellas – EGREM - «Esas no son cubanas» de Ignacio Piñeiro
- !Gracias Formell! - «La Habana Joven»
- Cuba en Navidad - «Noche de paz» (Douce nuit, sainte nuit) en versión de Guaguancó
- Cuba Forever - «La Habana no aguanta más» de Juan Formell & «El rico pilón» de Pacho Alonso

- Eugenio Acosta : De allá para acá - «Para que volver» (Tite Curet Alonso, Cheo Feliciano).

- Enregistrements exceptionnels : 
  - «Acuérdate de Abril» de Amaury Pérez, en célébration du 4 avril 1996.
  - un morceau de Adalberto Alvarez en célébration du 28 juillet.

- 2 LP de l'auteur-compositeur-interprète cubain Amaury Pérez : “Estaciones de vidrio” y “De vuelta”, solos de saxophone et de clarinette.
- LD de Edesio Alejandro, solo de saxophone.
- CD de Richard Egües, solo de saxophone.
- LD de Annia Linares, solo de saxophone.
- CD de Laronte, solo de saxophone.
- CD de Evelín García, solo de saxophone.
- DD de Augusto Enrique, solo de saxophone.
- CD de María Antonieta, solo de saxophone.